# Elefantul asiatic
Elefantul asiatic (Elephas maximus) este un mamifer erbivor de talie mare, din ordinul proboscidienilor, care trăiește în sudul și sud-estul Asiei și poate fi domesticit, are nasul modificat într-o trompă lungă, incisivi externi ai maxilarului superior transformați în fildeși (defense), membrele masive, pavilioanele urechilor mari și capul uriaș. Este mai mic decât elefantul african; pavilioanele urechilor sunt mai reduse, fildeșii sunt mai mici și prezenți numai la masculi, spatele este bombat, iar trompa este terminată numai cu o singură prelungire digitiformă. Au o lungimea până la 3,5 m și o greutatea de 3-5 tone.
Sunt cunoscute 3 subspecii: 
- Elefantul indian (Elephas maximus indicus)
- Elefantul de Sumatra (Elephas maximus sumatrensis)
- Elefantul de Sri-Lanka (Elephas maximus maximus).